# Rouxinol-do-mato-do-miombo
O Rouxinol-do-mato-do-miombo ou rouxinol-do-miombo (Tychaedon barbata) é uma espécie de ave da família Muscicapidae.
Pode ser encontrada nos seguintes países: Angola, Burundi, República Democrática do Congo, Malawi, Moçambique, Tanzânia e Zâmbia.
Os seus habitats naturais são: florestas secas tropicais ou subtropicais .